# Luthrodes cleotas
Luthrodes cleotas is een vlinder uit de familie van de Lycaenidae. De wetenschappelijke naam van de soort is voor het eerst gepubliceerd in 1831 door Félix Édouard Guérin-Méneville.
De soort komt voor in Indonesië, Papoea-Nieuw-Guinea, de Solomonseilanden en Vanuatu.

## Ondersoorten
- Luthrodes cleotas cleotas
- Luthrodes cleotas arruana (C. & R. Felder, 1865)
  - = Lycaena arruana C. & R. Felder, 1865
- Luthrodes cleotas clitophon (Grose-Smith, 1895)
  - = Talicada clitophon Grose-Smith, 1895
- Luthrodes cleotas excellens (Butler, 1876)
  - = Scolitantides exellens Butler, 1876
- Luthrodes cleotas gades (Fruhstorfer, 1915)
- Luthrodes cleotas kaiphas (Fruhstorfer, 1915)

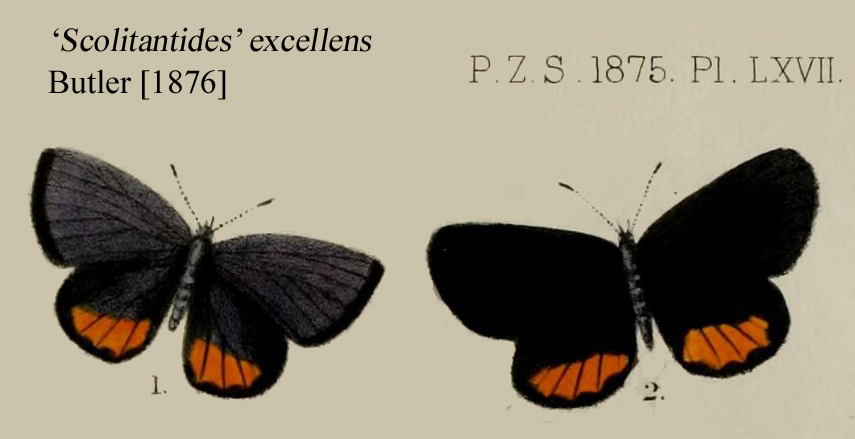
Luthrodes cleotas exellens